# Naturbahnrodel-Weltmeisterschaft

Das Logo der FIL

Bei der Naturbahnrodel-Weltmeisterschaft werden seit 1979 die Weltmeister im Naturbahnrodeln in den Disziplinen Einsitzer Herren, Einsitzer Damen und Doppelsitzer ermittelt. Im Doppelsitzer sind beide Geschlechter startberechtigt, jedoch nehmen fast ausschließlich Herren an dieser Disziplin teil. Im Jahr 2001 wurde erstmals ein Mannschaftswettbewerb veranstaltet, der seit 2005 regelmäßig ausgetragen wird. Er besteht aus jeweils einem Einsitzerrennen der Damen und Herren sowie einem Doppelsitzerrennen. Ab der Saison 2020/21 wird der Teambewerb nur mehr mit der Besetzung eine Dame und ein Herr ausgetragen. Organisiert werden die Weltmeisterschaften vom Internationalen Rennrodelverband (FIL). Bislang gab es nur Medaillengewinner aus vier verschiedenen Verbänden: Österreich, Italien, Russland (und zuvor der Sowjetunion/GUS) sowie Polen. Bei den Einsitzern der Männer gingen bislang alle vergebenen Medaillen ausschließlich an Starter aus Österreich und Italien.

## Austragungsorte
- 1979: Inzing, Österreich
- 1980: Passeier, Italien
- 1982: Feld am See, Österreich
- 1984: Kreuth, Deutschland
- 1986: Fénis-Aosta, Italien
- 1988: Montreux, Schweiz (ausgefallen wegen schlechter Witterung)
- 1990: Gsies, Italien
- 1992: Bad Goisern, Österreich
- 1994: Gsies, Italien
- 1996: Oberperfuss, Österreich
- 1998: Rautavaara, Finnland
- 2000: Olang, Italien
- 2001: Stein an der Enns, Österreich
- 2003: Železniki, Slowenien
- 2005: Latsch, Italien
- 2007: Grande Prairie, Kanada
- 2009: Passeier, Italien
- 2011: Umhausen, Österreich
- 2013: Deutschnofen, Italien
- 2015: Sankt Sebastian (Steiermark), Österreich
- 2017: Vatra Dornei, Rumänien
- 2019: Latzfons, Italien
- 2021: Umhausen, Österreich
- 2023: Deutschnofen, Italien